# Polisportiva Matera 1995-1996
Questa voce raccoglie le informazioni riguardanti la Polisportiva Matera nelle competizioni ufficiali della stagione 1995-1996.

## Rosa
| N. |                   | Ruolo | Calciatore           |
| -- | ----------------- | ----- | -------------------- |
| -  | Italia (bandiera) | P     | Leonardo Della Torre |
| -  | Italia (bandiera) | D     | Umberto Carmelino    |
| -  | Italia (bandiera) | D     | Roberto Di Salvatore |
| -  | Italia (bandiera) | D     | Giuseppe Leo         |
| -  | Italia (bandiera) | D     | Gianluca Piscaglia   |
| -  | Italia (bandiera) | D     | Vincenzo Tagliente   |
| -  | Italia (bandiera) | D     | Diego Toledo         |
| -  | Italia (bandiera) | D     | Antonino Venuti      |
| -  | Italia (bandiera) | C     | Vito Bitetto         |
| -  | Italia (bandiera) | C     | Andrea Ciaramella    |
| -  | Italia (bandiera) | C     | Salvatore Colavito   |
| -  | Italia (bandiera) | C     | Fausto Di Feo        |
| -  | Italia (bandiera) | C     | Vincenzo Di Masi     |

| N. |                   | Ruolo | Calciatore         |
| -- | ----------------- | ----- | ------------------ |
| -  | Italia (bandiera) | C     | Carmine Dinoia     |
| -  | Italia (bandiera) | C     | Marcello Esposito  |
| -  | Italia (bandiera) | C     | Roberto Genco      |
| -  | Italia (bandiera) | C     | Nunzio La Torre    |
| -  | Italia (bandiera) | C     | Giuseppe Lo Polito |
| -  | Italia (bandiera) | C     | Giorgio Neri       |
| -  | Italia (bandiera) | C     | Giorgio Olivari    |
| -  | Italia (bandiera) | C     | Domenico Onofrio   |
| -  | Italia (bandiera) | A     | Giuseppe Bellomo   |
| -  | Italia (bandiera) | A     | Felice Falaguerra  |
| -  | Italia (bandiera) | A     | Marco Fida         |
| -  | Italia (bandiera) | A     | Giovanni Telesca   |
| -  | Italia (bandiera) | A     | Alvaro Zian        |

## Risultati

### Campionato

#### Girone di andata
| 1ª giornata | Matera | 1 – 0 | Teramo |  |

| 2ª giornata | Taranto | 1 – 1 | Matera |  |

| 3ª giornata | Matera | 0 – 0 | Catanzaro |  |

| 4ª giornata | Benevento | 0 – 2 | Matera |  |

| 5ª giornata | Giulianova | 2 – 0 | Matera |  |

| 6ª giornata | Matera | 3 – 1 | Bisceglie |  |

| 7ª giornata | Frosinone | 2 – 0 | Matera |  |

| 8ª giornata | Matera | 0 – 1 | Avezzano |  |

| 9ª giornata | Viterbese | 1 – 1 | Matera |  |

| 10ª giornata | Matera | 1 – 1 | Astrea |  |

| 11ª giornata | Battipagliese | 1 – 0 | Matera |  |

| 12ª giornata | Matera | 2 – 2 | Catania |  |

| 13ª giornata | Matera | 1 – 1 | Castrovillari |  |

| 14ª giornata | Marsala | 0 – 1 | Matera |  |

| 15ª giornata | Matera | 2 – 1 | Albanova |  |

| 16ª giornata | Soccer Trani | 2 – 2 | Matera |  |

| 17ª giornata | Matera | 1 – 0 | Fasano |  |

#### Girone di ritorno
| 18ª giornata | Teramo | 1 – 3 | Matera |  |

| 19ª giornata | Matera | 1 – 1 | Taranto |  |

| 20ª giornata | Catanzaro | 1 – 1 | Matera |  |

| 21ª giornata | Matera | 1 – 2 | Benevento |  |

| 22ª giornata | Matera | 0 – 1 | Giulianova |  |

| 23ª giornata | Bisceglie | 0 – 0 | Matera |  |

| 24ª giornata | Matera | 2 – 1 | Frosinone |  |

| 25ª giornata | Avezzano | 1 – 4 | Matera |  |

| 26ª giornata | Matera | 0 – 2 | Viterbese |  |

| 27ª giornata | Astrea | 0 – 0 | Matera |  |

| 28ª giornata | Matera | 0 – 0 | Battipagliese |  |

| 29ª giornata | Catania | 1 – 1 | Matera |  |

| 30ª giornata | Castrovillari | 1 – 0 | Matera |  |

| 31ª giornata | Matera | 1 – 2 | Marsala |  |

| 32ª giornata | Albanova | 1 – 1 | Matera |  |

| 33ª giornata | Matera | 1 – 0 | Soccer Trani |  |

| 34ª giornata | Fasano | 2 – 1 | Matera |  |

### Coppa Italia
|  | Matera | 0 – 3 | Bisceglie |  |

|  | Bisceglie | 0 – 2 | Matera |  |

## Statistiche

### Statistiche di squadra
| Competizione         | Punti | Totale | Totale | Totale | Totale | Totale | Totale |
| Competizione         | Punti | G      | V      | N      | P      | Gf     | Gs     |
| -------------------- | ----- | ------ | ------ | ------ | ------ | ------ | ------ |
| Serie C2             | 44    | 34     | 10     | 14     | 10     | 35     | 33     |
| Coppa Italia Serie C | 3     | 2      | 1      | 0      | 1      | 2      | 3      |

### Statistiche dei giocatori
| Giocatore       | Campionato | Campionato |
| Giocatore       | Pres       | Gol        |
| --------------- | ---------- | ---------- |
| G. Bellomo      | 10         | 0          |
| V. Bitetto      | 32         | 2          |
| U. Carmelino    | 29         | 0          |
| A. Ciaramella   | 3          | 0          |
| S. Colavito     | 1          | 0          |
| L. Della Torre  | 34         |            |
| F. Di Feo       | 5          | 0          |
| V. Di Masi      | 9          | 0          |
| C. Dinoia       | 22         | 0          |
| R. Di Salvatore | 2          | 0          |
| M. Esposito     | 27         | 0          |
| F. Falaguerra   | 30         | 8          |
| M. Fida         | 7          | 5          |
| R. Genco        | 31         | 1          |
| N. La Torre     | 15         | 1          |
| G. Leo          | 28         | 0          |
| G. Lo Polito    | 28         | 1          |
| G. Neri         | 5          | 0          |
| G. Olivari      | 20         | 0          |
| D. Onofrio      | 9          | 1          |
| G. Piscaglia    | 1          | 0          |
| V. Tagliente    | 27         | 0          |
| G. Telesca      | 10         | 3          |
| D. Toledo       | 28         | 0          |
| A. Venuti       | 5          | 0          |
| A. Zian         | 28         | 10         |